# Awbube
Awbube (en amhárico : አውቡቤ, en somalí: Aw Bube, en inglés: Aububah ), también deletreado Awbuube, por su patrón San Awbube, y como Alaua o Halaua, es una antigua ciudad hoy en ruinas ubicada en la zona Fafan en la región somalí de Etiopía. Se encuentra a 34 km al noroeste de Boorama, la ciudad capital de la región de Awdal en Somalilandia a través de Quljeed, atravesando la frontera hacia el distrito de Awbare en Etiopía.

## Descripción general
Awbube es una ciudad antigua en el distrito de Awbare. Fue un centro de actividad durante la Edad de Oro del sultanato de Adel. Llamado así por su patrón, el santo somalí y héroe Awbube, conocido como el "santo volador", que jugó un papel decisivo en la difusión de la fe islámica en el interior de Abisinia, héroe de muchas batallas contra elImperio Etíope y los primeros habitantes de la región, según mencionan algunos relatos. Su nombre aparece en Futuh al Habasha («La conquista de Abisinia»), donde se narra que los ejércitos visitaban su tumba y buscaban bendiciones a través de él y su familia en sus batallas contra los ejércitos portugueses y abisinios.
Durante su investigación en la antigua ciudad de Amud, el historiador G.W.B. Huntingford notó que cada vez que un sitio antiguo tenía el prefijo Aw en su nombre (como las ruinas de Awbare y Awbube), denotaba el lugar de descanso final de un santo local.

## Historia
Shihab al-Din Ahmad menciona al santo patrón Awbube por su nombre en su famoso libro Futuh al Habasha, donde afirma:
“Cuando las dos columnas de soldados que avanzaban por el camino se encontraron, los idólatras cargaron contra la retaguardia de los musulmanes. Los de la retaguardia se mantuvieron firmes y montaron sus caballos. Entre los que estaban en la retaguardia estaba Zaharbui Utman, el jerife Ahmad y el hegano 'Abd Allah, 'Ali Farasaham y el jeque Kalil, un descendiente de Aububah - que Dios nos bendiga a través de él, Amén. Eran diez caballeros, y los idólatras rondaban los doscientos. Los musulmanes cargaron contra los idólatras, y se entabló una batalla sangrienta, hasta que sus antebrazos se agotaron".
Sobre la tumba del Santo Patrono se ha construido un enorme sepulcro cónico de forma elaborada. Según relatos históricos, tanto los célebres santos patronos Awbare como Awbube provienen de la antigua familia del clan Dir. Tanto las tumbas de los célebres santos patronos Awbare como Awbube son muy frecuentadas y están bajo la protección del clan local Gadabuursi Dir que domina la región en la que están enterrados.

El capitán H.G.C Swayne R.E. (1895) describe las áreas cercanas y alrededor de Awbube en el país del clan Gadabuursi, en su libro Seventeen Trips Through Somaliland:
"En el país de los Gadabursi están las ruinas de la antigua ciudad de Aubóba, y en la cabecera del paso de Gáwa, en una colina al oeste, y a unos 120 metros por encima de ella, hay unas enormes ruinas antiguas, que alguna vez debieron ser un fuerte, dominando el paso. Se llaman Samawé, por el nombre de un jeque cuya tumba corona las ruinas. La cima de la colina está rodeada por muros de contención paralelos construidos con piedra labrada, que se elevan en escalones desde el fondo. En algunos lugares los muros tenían seis u ocho pies de alto, y había restos de extensos edificios antiguos que llenaban el recinto. Rematando el conjunto en el centro estaba la ruina de un edificio de piedra cortada, que parecía ser la tumba del jeque".
Richard Francis Burton (1856) describe la escena al pasar para visitar la tumba del jeque Awbube, en su libro First Footsteps in East Africa:
"Sintiéndome algo restaurado por el reposo, comencé al día siguiente, "con la cola puesta" para inspeccionar las ruinas de Aububah. Tras un duro viaje por terreno pedregoso, llegamos a una hondonada cubierta de hierba, cerca de una línea de colinas, y desmontamos para visitar los restos del jeque Aububah. Descansa bajo una pequeña cúpula cónica de ladrillo, arcilla y madera, de construcción similar a la de Zayla: se está cayendo a pedazos, y la mezquita contigua, sin techo desde hace mucho tiempo, está cubierta de árboles, que susurran sonidos melancólicos en la ligera y alegre brisa." 
Richard Francis Burton (1856) describe un antiguo conflicto entre las ciudades de Awbube y Darbiyah Kola (cerca de Abasa, Awdal) en First Footsteps in East Africa:
"Después de una hora de cabalgata nos alejamos del Abbaso Fiumara y entramos en una cuenca entre las colinas a unas dieciséis millas del Árbol Sagrado. Este es el sitio de Darbiyah Kola, el Fuerte de Kola, llamado así por su reina Galla. Se dice que esta ciudad y su vecina Aububah lucharon como gatos en Kilkenny hasta que ambos fueron "comidos": los Gudabirsi fijan el evento en el período en que sus antepasados todavía habitaban Bulhar en la costa, hace unos 300 años. Si la fecha es correcta, las ruinas sustanciales han librado una dura batalla con el tiempo. Restos de viviendas cubren el suelo, y los pozos cuidadosamente construidos están llenos de basura: me señalaron el palacio con sus paredes de piedra y arcilla atravesadas por capas de madera. La mezquita es un gran edificio sin techo que contiene doce pilares cuadrados de mampostería tosca, y el mihrab, o nicho de oración, está señalado por un arco circular de construcción aceptable. Pero la voz del almuédano se silencia para siempre, y ahora las enredaderas se enroscan alrededor del templo en ruinas. La escena estaba quieta y triste como una tumba; durante una milla y media de largo todo era ruinas, ruinas, ruinas".
Richard Francis Burton (1856) también describe cuando visitó el campo de batalla:
"Desde allí nos dirigimos al campo de batalla, una amplia lámina de arenisca, aparentemente abollada por los cascos de mulas y caballos: en este terreno, que, según mis guías, en la antigüedad era blando y blando, tuvo lugar la gran acción. entre Aububah y Darbiyah Kola".

## Demografía
La región alrededor de la antigua ciudad está habitada principalmente por los Reer Dudub del subclán Jibriil Yoonis del clan Gadabuursi Dir.